# Dettato

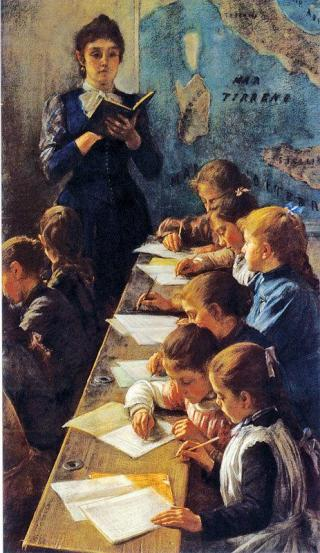
Il dettato, dipinto di Demetrio Cosola (1891)

Il dettato è una forma di compito in classe, utilizzata soprattutto nei primi anni del percorso scolastico, durante la quale l'insegnante legge ad alta voce un testo che gli alunni devono trascrivere correttamente.
Lo scopo del dettato è quello di far tradurre agli alunni i suoni in lettere scritte e in parole. In molte lingue è, pertanto, un modo per verificare le conoscenze ortografiche.
Si tratta di una metodologia attestata già in epoca romana: ne parla Quintiliano nell'Institutio oratoria.